# 8790 Michaelamato
8790 Michaelamato eller 1978 VN9 är en asteroid i huvudbältet som upptäcktes den 7 november 1978 av de båda amerikanska astronomerna Eleanor F. Helin och Schelte J. Bus vid Siding Spring-observatoriet. Den är uppkallad efter Michael J. Amato.